# Communistische Jongerenbeweging

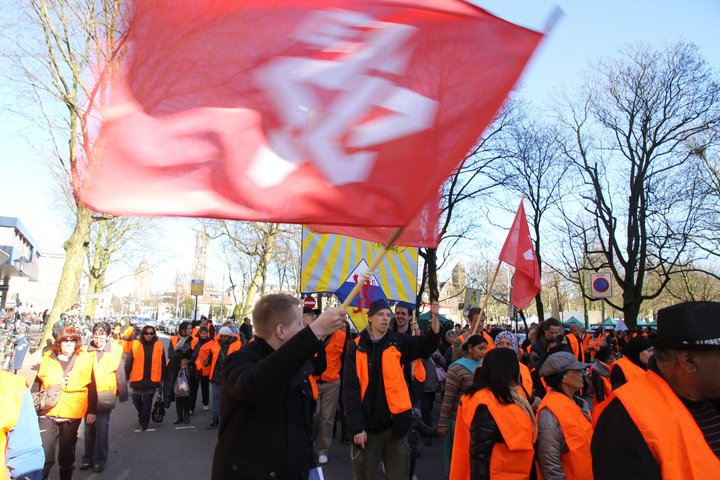
CJB-ers tijdens een actie van de vakbond van schoonmakers.

De Communistische Jongerenbeweging (CJB) is een Nederlandse communistische jongerenorganisatie, verbonden aan de Nieuwe Communistische Partij (NCPN).

## Geschiedenis
De CJB werd op 21 september 2003 opgericht als organisatorisch zelfstandige voortzetting van de eerdere NCPN-Jongeren, wat een platform was binnen de NCPN. De CJB plaatst zich in de traditie van eerdere communistische jeugdorganisaties zoals De Zaaier/Communistische Jeugdbond (1901-1938), het ANJV (1945-1991) en de Communistische Jeugdbond van de VCN (jaren 80).

## Organisatie
De CJB is georganiseerd in afdelingen en regio's. Het hoogste orgaan is het congres dat ten minste één keer in de drie jaar gehouden wordt. De CJB maakt haar ledenaantal niet openbaar. Afdelingen bevinden zich in de provincies Gelderland, Groningen, Noord-Brabant, Overijssel en Zuid-Holland en in de steden Amsterdam, Haarlem en Utrecht. Daarnaast zijn er over het hele land verspreid leden actief die niet direct georganiseerd zijn in afdelingen. In januari 2024 kondigde de CJB aan een afdeling te hebben gestart op de Universiteit van Amsterdam.
Lidmaatschap van de CJB staat open voor iedereen tussen de 15 en de 35 jaar. De CJB gaf maandelijks het tijdschrift Voorwaarts! uit, dat tegenwoordig verschijnt in de vorm van een website en onregelmatige papieren uitgaven.
De CJB was op het 5de NCPN-congres, juni 2006, met een eigen gastdelegatie en spreker aanwezig. Op de algemene ledenvergaderingen van de CJB komt ook een afvaardiging van de NCPN. Leden van de CJB zijn niet automatisch lid van de NCPN, maar lidmaatschap van de NCPN is wel toegestaan, in tegenstelling tot het lidmaatschap van andere Nederlandse politieke partijen.

## Politieke activiteiten
De CJB houdt zich naar eigen zeggen bezig met "het politiek bewust maken en de emancipatie van jongeren uit de werknemers en werkloze klasse in Nederland". Dit doet de CJB door strijd te voeren voor de belangen van jongeren op het gebied van onderwijs en werk, actief te zijn in de vredesbeweging en de vakbond. De CJB is actief in de beweging voor solidariteit met de Cubaanse communistische regering en de strijd tegen fascisme en racisme.
De CJB neemt regelmatig deel aan demonstraties, zoals op de Dag van de Arbeid en de jaarlijkse demonstratie op de Internationale dag tegen Racisme & Discriminatie. Veel leden van de CJB zijn actief binnen de vakbond FNV, voornamelijk in sectoren waar veel jongeren werkzaam zijn, zoals de supermarkt sector en bij Picnic. Daarnaast is de CJB ook actief in de studentenbonden en de lokale politiek.

Zo demonsteerde de CJB in 2019 enkele malen tegen de aanstootgevende en controversiële tentoonstelling van nazi-kunst in Den Bosch. De CJB bekritiseerde de tentoonstelling ook omdat zij plaatsvond naast een synagoge en op een plek waar in de bezettingsjaren de joden waren weggevoerd.

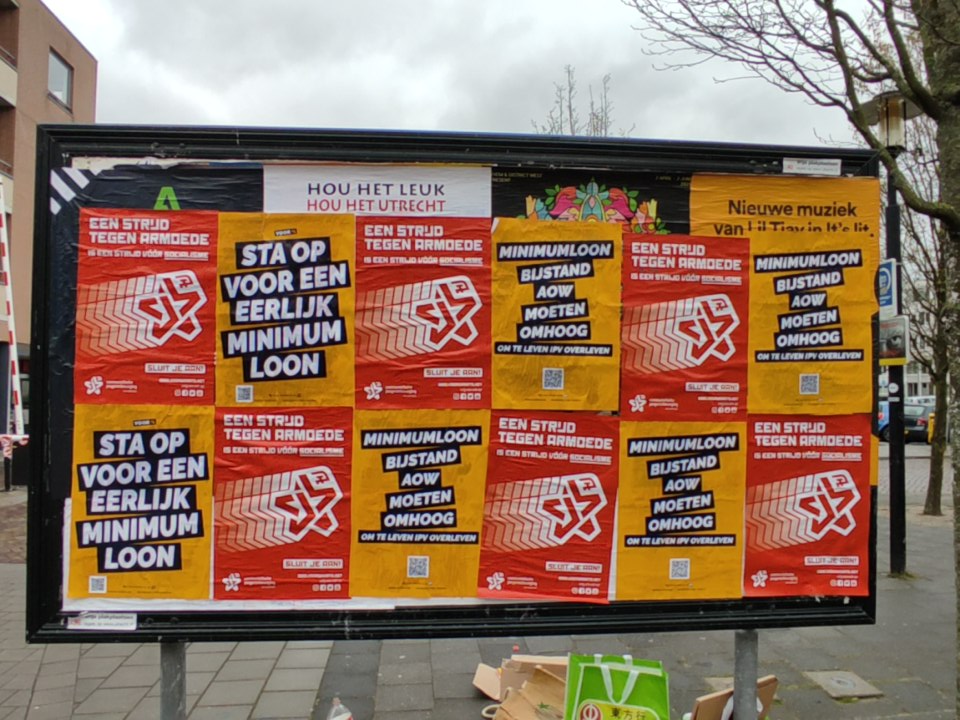
CJB posters in Utrecht (Kanaleneiland)

De CJB neemt ieder jaar deel aan de Nationale Hannie Schaft Herdenking in Haarlem en de herdenking van de Februaristaking in Amsterdam, daarnaast organiseert de CJB, samen met de NCPN, ook een alternatieve herdenking van de Februaristaking. Ook is de CJB actief in de strijd die gevoerd wordt onder de naam Voor14 (verhoging van het minimumloon naar 14 euro), klimaatacties en de jaarlijkse demo van het 21-maartcomité. Op de Internationale Dag tegen Geweld tegen Vrouwen (25 november) organiseerde de CJB in 2019 een stille tocht ter gedachtenis aan de door haar ex-partner vermoorde Hümeyra.
Daarnaast is de CJB is ook actief in het organiseren van internationale solidariteitsacties, zoals in december 2007 tegen het verbod van de Tsjechische Unie van Communistische Jeugd (KSM) en in maart 2020 tegen het verbod van de Communistische Partij van Polen.
Op 24 april 2021 organiseerde de CJB in de Bijlmer op het Anton de Komplein een herdenking van de Surinaams-Nederlandse communist, verzetsstrijder en schrijver Anton de Kom, die op 24 april 1945 in het concentratiekamp Neuengamme om het leven kwam.
De CJB organiseert elk jaar een zomerkamp voor haar leden en sympathisanten. Bij de vijfde editie in augustus 2025 waren er 120 deelnemers, met buitenlandse afvaardigingen van zusterorganisaties uit Spanje, Italië, Rusland, Griekenland, Turkije, Ierland, Duitsland en België.

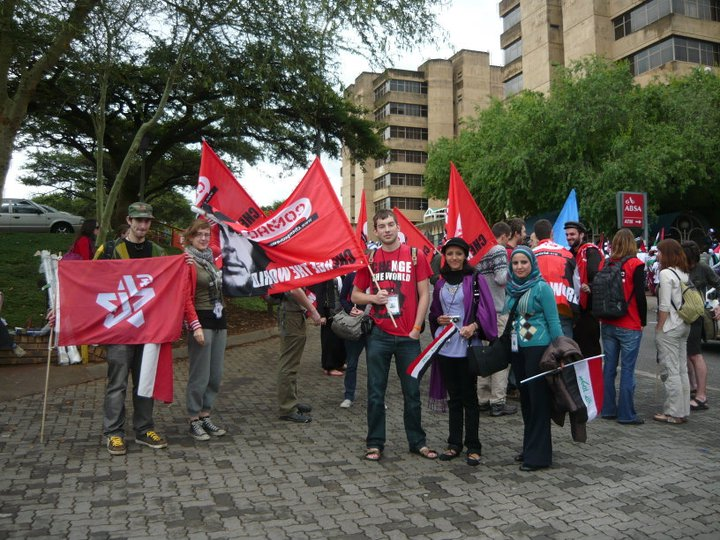
De CJB op het 17e Wereldjeugdfestival in Zuid-Afrika, 2010.

## Internationaal
De CJB neemt deel aan verschillende conferenties, waaronder het Internationaal Communistisch Seminar in Brussel van 2008 over jongeren. De CJB nam deel als Nederlandse vertegenwoordiging op het 17de Wereldfestival voor Jeugd en Studenten in Zuid-Afrika in 2010. In 2020 heeft de CJB besloten om volwaardig lid te worden van de Wereldfederatie van democratische jeugd, na jaren van aspirant-lidmaatschap. De CJB is daarnaast onderdeel van de Bijeenkomst van Communistische Jeugd Organisaties (MECYO).